# La Ferrière-en-Parthenay
La Ferrière-en-Parthenay è un comune francese di 824 abitanti situato nel dipartimento delle Deux-Sèvres nella regione della Nuova Aquitania.

## Società

### Evoluzione demografica
Abitanti censiti